# Sainte-Marthe (famiglia)
Sainte-Marthe (de) è una famiglia francese alla quale fra il XVI e il XVII secolo appartennero numerosi umanisti, letterati ed eruditi.

## Storia
La famiglia des Sainte-Marthe era originaria del Poitou. Il più anziano fra i Sainte-Marthe noti è Gaucher I, medico personale del re, il cui padre aveva accompagnato Carlo VIII in Italia nel 1494.
I Sainte-Marthe sono ricordati soprattutto per il contributo dato all'importante opera di erudizione Gallia christiana. Il fondatore dell'opera, il sacerdote Claude Robert, si rivolse ai fratelli gemelli Scévole II e Louis de Sainte-Marthe, storiografi del re di Francia, nati nel 1571; l'immane impresa fu portata a termine dai tre figli di Scévole II (Pierre, Abel e Nicole-Charles) con una edizione in quattro volumi (1656). A un altro Sainte-Marthe, Denis (1650-1725), superiore generale dei Maurini, toccò il compito di approntare nel 1710 una nuova edizione in sedici volumi di Gallia christiana, terminata solo nel 1865 ad opera di Jean-Barthélemy Hauréau.
Sui Sainte-Marthe è noto il giudizio dato da Voltaire, trattando di Gaucher: «Cette famille a été pendant plus de cent années féconde en savants» (Questa famiglia è stata feconda di studiosi per più di cento anni).

## Membri della famiglia Sainte-Marthe
- Gaucher I (circa 1485-dopo il 1534), signore di Lerné, medico personale del re Francesco I di Francia, ispirò probabilmente a Rabelais il personaggio di Picrochole[5]
- Charles (1512-1555), figlio di Gaucher I, teologo e poeta;
- Gaucher II detto Scévole I (1536-1623), nipote di Gaucher I, poeta, militare e politico
- Abel I (1566-1652), figlio maggiore di Scévole I, avvocato di grande fama, scrisse delle poesie in lingua latina;
- Gaucher III, detto Scévole II (1571-1650), figlio di Scévole I, storico;
- Louis (1571-1656), figlio di Scévole I, gemello del precedente, storico;
- Pierre de Sainte-Marthe (1618-90), figlio di Scévole II, storico
- Abel II (1620-71), figlio di Scévole II, teologo, generale degli Oratoriani
- Nicolas-Charles (1623-62), figlio di Scévole II, priore di Claunay
- Abel-Louis (1621-1697), figlio di Abel I, religioso, superiore generale degli Oratoriani;
- Denis (1650-1725), teologo e storico, superiore generale della Congregazione di San Mauro